# Reflektor (grupa literacka)
Reflektor – awangardowa grupa literacka działająca w Lublinie około 1923-1925 r.
Grupa zawiązała się wokół czasopisma „Reflektor”, którego pomysłodawcą był Kazimierz Andrzej Jaworski. Grupę współtworzyli: Józef Czechowicz, Konrad Bielski, Wacław Gralewski, Stanisław Grędziński, Czesław Bobrowski. Program ugrupowania był luźny, ważne były w nim hasła kreowania spontanicznych symboli, chwytania życia na gorąco. W wierszach członków grupy widoczne są elementy poetyki Awangardy Krakowskiej.